# Андреа Вергани
Андреа Вергани (итал. Andrea Vergani; Милано, 15. јун 1997) италијански је пливач чија ужа специјалност су спринтерске трке слободним стилом. Национални је рекордер на 50 метара слободним стилом у великим базенима.

## Спортска каријера
Вергани је дебитовао на међународној пливачкој сцени у конкуренцији сениора 2017. на Европском првенству у малим базенима у Копенхагену где је освојио и прве медаље, сребро и бронзу у тркама штафета на 4×50 слободно и 4×50 слободно микс. Пре тога се такмичио на Европским играма у Бакуу 2015. где су наступали пливачи у јуниорској конкуренцији.  Годину дана касније био је члан италијанске пливачке репрезентације на Медитеранским играма у Тарагони, а потом је на Европском првенству у Глазгову освојио бронзану медаљу у трци на 50 слободно. У полуфиналној трци на 50 метара слободно на Европском првенству испливао је нови национални рекорд у времену 21,37 секунди (ранији рекорд са временом 21,64 с држао је Марко Орси). Резултатски успешну 2018. годину је завршио са освојеном бронзаном медаљом у трци штафета на 4×50 слободно на Светском првенству у малим базенима у Хангџоуу.   
На светским првенствима у великим базенима је дебитовао у корејском Квангџуу 2019, а једину трку у којој је учествовао, ону на 50 слободно завршио је у квалификацијама на 34. месту.